# Недеждя
Недеждя (рум. Nădejdea) — село у повіті Харгіта в Румунії. Входить до складу комуни Міхейлень.
Село розташоване на відстані 229 км на північ від Бухареста, 14 км на північ від М'єркуря-Чука, 95 км на північ від Брашова.

## Населення
За даними перепису населення 2002 року у селі проживали 623 особи.
Національний склад населення села:
| Національність | Кількість осіб | Відсоток |
| -------------- | -------------- | -------- |
| угорці         | 612            | 98,2%    |
| румуни         | 11             | 1,8%     |

Рідною мовою назвали:
| Мова      | Кількість осіб | Відсоток |
| --------- | -------------- | -------- |
| угорська  | 613            | 98,4%    |
| румунська | 10             | 1,6%     |